# Кочирц, Адольф
Адольф Кочирц (нем. Adolf Koczirz; 2 апреля 1870, Верованы, ныне район Оломоуц, Чехия — 22 февраля 1941, Вена) — австрийский музыковед чешского происхождения.

## Биография
Окончил Венский университет (1891), где изучал право. В 1891—1935 гг. на государственной службе, к 1927 г. дослужился до чина надворного советника (хофрата). Одновременно в 1901 г. окончил философский факультет того же университета, занимался музыковедением под руководством Гвидо Адлера. В 1903 г. защитил докторскую диссертацию, посвящённую лютнисту XV—XVI вв. Хансу Юденкёнигу. С 1904 г. читал в Венском университете лекции по табулатуре. Среди его учеников, в частности, Йозеф Цут.
Кочирц — один из первых крупных исследователей истории гитарной и лютневой музыки. Изучал также жизнь и творчество Иоганна Генриха Шмельцера. Опубликовал множество старинных произведений для этих инструментов, в том числе в серии «Памятники австрийской музыки» (нем. Denkmäler der Tonkunst in Österreich), где под редакцией Кочирца вышли тома «Австрийская лютневая музыка XVI века» (нем. Österreichische Lautenmusik im XVI. Jahrhundert; Bd. 37, 1911) и «Австрийская лютневая музыка между 1650 и 1720 гг.» (нем. Österreichische Lautenmusik zwischen 1650 und 1720; Bd. 50, 1918); кроме того, в той же серии Кочирц редактировал табулатуры для тома «Немецкая полифоническая песня в Австрии 1480—1530 гг.» (нем. Das deutsche Gesellschaftslied in Österreich von 1480 bis 1530; Bd. 72, 1930), составленного Л. Новаком, а том «Австрийская лютневая музыка XVIII века» (нем. Österreichische Lautenmusik im XVIII. Jahrhundert; Bd. 84, 1966), составленный К. Шнюрлем, был частично основан на материалах Кочирца.